# Уваров, Анатолий Васильевич
Анатолий Васильевич Уваров (17 марта 1947 — 20 августа 2016, Севастополь) — советский крымский шашист, шашечный композитор, шашечный судья, шашечный журналист. Бронзовый призёр чемпионата СССР по шашечной композиции (1967) Мастер спорта СССР по шашечной композиции (1967)
Ученик шестикратного чемпиона СССР Зиновия Цирика, также обучался у Н. Н. Пустынникова

## Биография
Шашками заинтересовался в начальных классах. Участвовал в районных соревнованиях за свою сельскую школу. В 10 лет стал победителем района среди школьников. В 13 лет принял участие в республиканском конкурсе решений шашечных концовок, организованным газетой «Юный Ленинец», и стал победителем.
После школы переехал в Харьков, где учился в Радиотехникуме и в харьковской шашечной школе. На первом курсе стал победителем областных олимпиадах по математике. Познакомился с Ю. А. Шмидтом и З. И. Цириком.
В 1960-е годы стал переписывался с московским шашистом Давидом Абрамовичем Бас, отправляя ему новые проблемы для пересылки в Голландию и Францию. Из голландцев первым проблемы молодого шашечного композитора опубликовал Рейнир Корнелис (Кес) Келлер — выдающийся голландский шашист, международный гроссмейстер и национальный гроссмейстер. Он посоветовал проблемы послать одному из самых авторитетных проблемистов Я.Схейну (J.H.H.Scheijen). С этого времени на протяжении почти 40 лет печатался в европейской шашечной литературе. Фамилия Uvarov появлялась в голландских журналах «Dam Eldorado», «Het Nieuwe Damspel», там отдел вел Я.Винк (J.C.Vink). Печатался также в Югославии, Польше, Франции, Германии. Переписывался с французом М.Николя (M.Nicolas), много лет состоял в творческой переписке с Я.Фиргевер (J.Viergever), Л.де Рой (L.de Rooij), Я.Пеннингс (J.A.Pennings), Я.Схейн (J.H.H.Scheijen), К.Соммен (C.P.C.van der Sommen), Я.Винк (J.Vink), М.Доувес (M.Douwes), А.ван дер Ступ (A.van der Stoep) и многими другими.
Помимо заочных знакомств, лично был знаком с такими советскими композиторами, как В.П.Матус, В.Солныков, А.Малюта, А.И.Куличихин, Н.Н.Пустынников, Д.М.Калинский, М.М.Становский, А.И.Коврижкин, С.Ю.Юшкевич, А.И.Маслов, И.Т.Кобцев, Б.А.Могилевский,Г.А.Рудницкий,
С.И.Беренштейн, Е. В. Зубов, Б.В.Шкиткин,Б.Т.Моркус,
В.Г.Студенцов,М.А.Галкин, П.А.Шклудов,А.А.Сальников,
Д.В.Сухоруков,А.И.Медведев,
Б.Федоров,А.В.Фомин
В 1970-х вел шашечный отдел в газете «Слава Севастополя».
В 1976-м году закончил Севастопольский приборостроительный институт (сейчас — Севастопольский государственный университет), вечерний факультет
Последний турнир, в котором он участвовал (как судья) - чемпионат Белоруссии по шашечной композиции, завершившийся в декабре 2016-го, спустя 4 месяца после кончины 20 августа 2016 года в Севастополе.